# Pollenia fontinalis
Pollenia fontinalis är en tvåvingeart som först beskrevs av Robineau-desvoidy 1863.  Pollenia fontinalis ingår i släktet vindsflugor, och familjen spyflugor.
Artens utbredningsområde är Frankrike. Inga underarter finns listade i Catalogue of Life.